# Irina Nikolajewna Kalentjewa

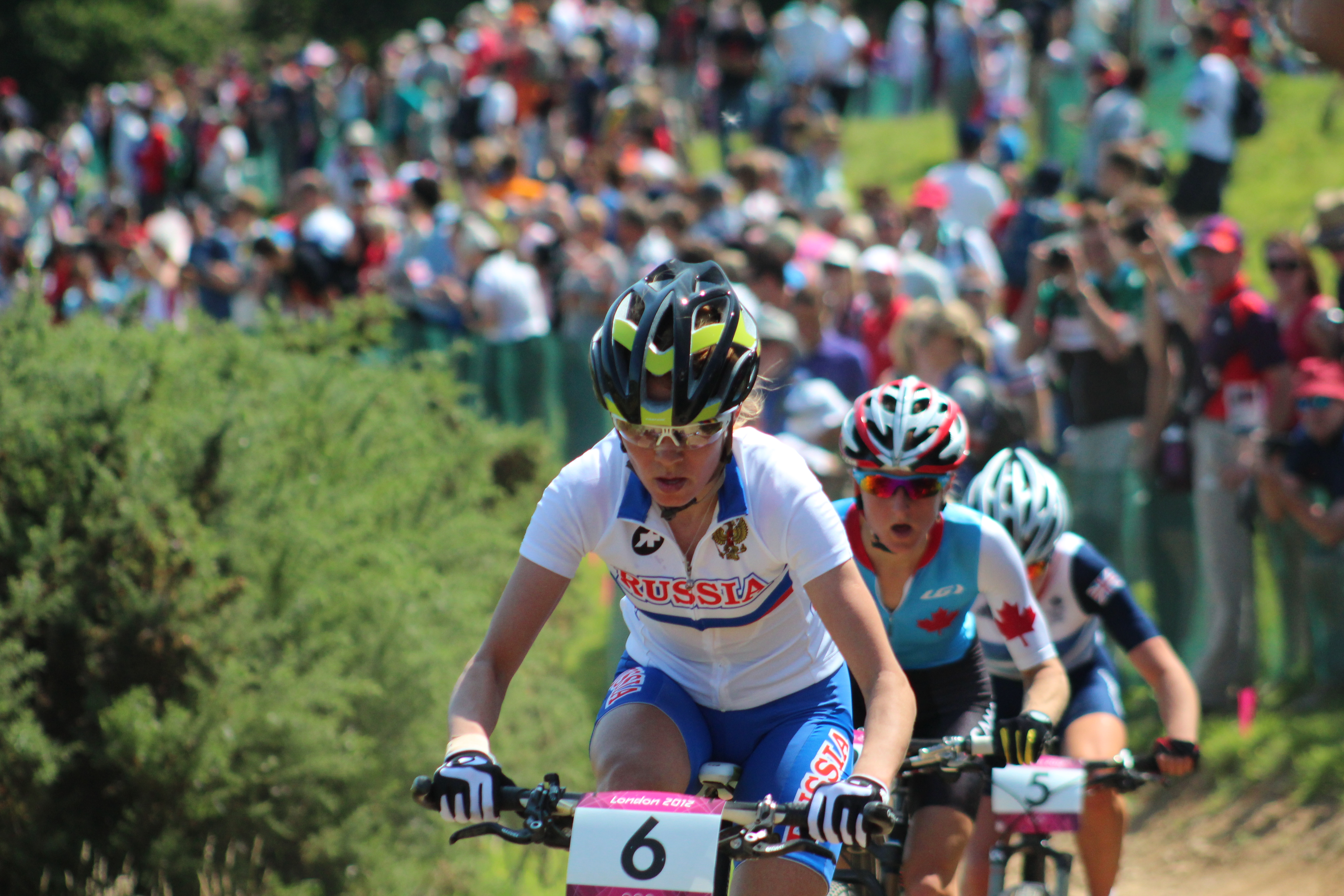
Irina Kalentjewa bei den Olympischen Spielen 2012

Irina Nikolajewna Kalentjewa (russisch Ирина Николаевна Калентьева, auch Irina Kalentieva; * 10. November 1977 in Norwasch-Schigali, Tschuwaschische ASSR, Russische SFSR, Sowjetunion) ist eine russische Mountainbikerin mit der Spezialdisziplin Cross Country, die in dieser Disziplin zweimal Weltmeisterin wurde (2007, 2009).

## Werdegang
Irina Kalentjewa  wuchs im Wolgagebiet auf. Im Jahr 2000 wurde sie erstmals Russische Meisterin im Cross Country. 
Auf internationaler Ebene gewann sie 2003 in dieser Disziplin als jeweils Dritte bei den Welt- und Europameisterschaften erste Medaillen in dieser Disziplin. 
2003 verlegte sie ihren Wohnsitz aus Russland nach Aalen, nachdem sie bereits 2002 die Gesamtwertung der deutschen Mountainbike-Bundesliga gewann. Ihre größten Karriereerfolge gelangen ihr mit den Weltmeistertiteln im Cross Country 2007 und 2009.
2008 wurde sie Dritte bei den Olympischen Spielen in Peking.

## Sportliche Erfolge
Olympische Spiele
- Cross Country 2008

Weltmeisterschaften
- Cross Country 2007, 2009
- Cross Country 2010, 2014
- Marathon 2004
- Cross-Country 2003, 2008

Mountainbike-Weltcup – Cross Country
- Schladming 2004
- Offenburg 2007, 2008
- Mont-Sainte-Anne 2007
- St. Felicien 2007
- Hafjell Hafjell

Europameisterschaften
- Cross Country 2003, 2007, 2008, 2009
- Cross Country 2001

Russische Meisterschaften
- Cross-Country 2000, 2001, 2002, 2003, 2005, 2006, 2007, 2008, 2012, 2014

Mountainbike-Bundesliga
- Gesamtwertung 2002, 2004, 2005, 2006, 2007